# Papež Lin
Papež Lin, sveti, mučenec; drugi papež, * okrog Kr. r. Toskana (Italija, Rimsko cesarstvo), † okrog 76, Rim (Italija, Rimsko cesarstvo).

## Življenjepis
Po nekaterih virih je Lin rodom iz kraja Volterra v Toskani.

### Irenejevo poročilo
Ko sta blažena apostola ustanovila in uredila Cerkev, sta prenesla škofovstvo na Lina za oblast nad Cerkvijo. Tega Lina omenja Pavel v pismu Timoteju. Njemu je sledil Anaklet. Za njim je na tretjem mestu prejel škofovstvo Klemen, ki je apostole še videl in imel z njimi stike. On je poslušal s svojimi ušesi njihovo oznanjevanje in učenje; sploh so takrat živeli še mnogi, ki sta jih poučila o veri apostola.
Omenjenemu Klemenu je sledil Evarist, Evaristu Aleksander; kot šesti je bil postavljen za apostoloma Sikst. Za njim je prišel Telesfor, slavni mučenec, nato Higin, nato Pij, nato Anicet. Za Anicetom je nato sledil Soter, kot dvanajsti pa je sprejel škofovstvo Elevter. Po tej ureditvi in po tem vrstnem redu je prišlo do nas cerkveno apostolsko izročilo. Zato je popolnoma zanesljivo dokazano, da je taista oživljajoča vera, ki jo je Cerkev sprejela od apostolov, ohranjena do danes in nam izročena v resnici. 

Tako poroča sveti Irenej, rojen leta 115 po Kr., potem lyonski škof, v tretji knjigi obsežnega dela „Proti herezijam”. Ta znameniti Irenejev „Seznam papežev” je bil napisan za časa vladanja cesarja Komodija (180 – 192 po Kr.). To je najstarejši dokument nesporne avtentičnosti, ki potrjuje neprekinjeno vrsto papežev od Petra do Elevterija, torej do leta 189.
Tu je Irenej tudi zapisal, da sta blažena ustanovitelja apostola prenesla škofovsko službo na Lina. Po njegovem mnenju naj bi bil to tisti Lin, ki ga apostol Pavel omenja v Drugem pismu Timoteju (2 Tim 4,21). 
Lyonski škof Irenej je torej okoli leta 180 zapisal seznam rimskih škofov. V nepretrgani vrsti naslednikov Svetega Petra je videl najboljše poroštvo za ohranjanje prave vere in pristnega apostolskega izročila. Zatrdil je, da je »Rim največja, najstarejša in najbolj znana Cerkev, ki sta jo ustanovila slavna apostola sveti Peter in sveti Pavel. S to Cerkvijo se mora zaradi najvišjega prvenstva skladati vsaka druga Cerkev, to je povsod vsi tisti, ki so verni; v njej je vedno, od vseh in povsod, ohranjeno tisto izročilo, ki je od apostolov«.

### Določbe
- Lin je obnovil zapoved apostola Pavla, da smejo žene prisostvovati pri Božji službi le pokrite s pajčolanom.
- Posvetil je 15 škofov in 18 duhovnikov.[4]

## Smrt in čaščenje
Liber pontificalis poroča, da je Lin umrl mučeniške smrti pod cesarjem Vespazijanom. Umoril ga je konzul Saturnin s tem, da mu je odsekal glavo 23. septembra 76. 
Po izročilu je pokopan na Vatikanskem griču. Iz 7. stoletja obstaja napis poleg Veroizpovedi svetega Petra; na njem se vidi tudi ime svetega Lina in je torej bil pokopan poleg svetega Petra. 
Linovo ime je zapisano med »apostoli in mučenci« v prvi evharistični molitvi.

### Sarkofag z imenomLin
Tudi Liber Pontificalis poroča, da so Lina pokopali v Vatikanu, poleg groba svetega Petra. Francesco Maria Torrigio poroča, da so tam 1615našli sarkofag z napisom „Linus”, o katerem verjamejo, da je tisti od prvega naslednika svetega Petra. 
Anton Maria de Waal o najdbi meni takole: 
„Ko so za časa papeža Urbana VIII. hoteli ponovno podzidati bronaste stebre Confessio, so našli več sarkofagov. Na enem od njih je bil preprost napis: Linus. Ime prvega naslednika apostola svetega Petra je v starih časih bilo tako redko, da ga med poganskimi napisi lahko najdemo komaj kakih dvakrat; med do sedaj odkritimi skoraj dvanajst tisoči krščanskimi napisi v prvih šest stoletjih pa ga ne zasledimo niti enkrat ne. Če torej Liber Pontificalis in stari Papeški katalog pravita, da so papeža Lina pokopali v Vatikanu poleg groba svetega Petra, bi bilo nespametno nanašati ta napis na koga drugega kot na papeža Lina. Razen tega je bilo v najstarejših pokopališčih navada, da so v sarkofage pokopavali le odlične mrliče. Končno je to, da napis beleži le ime pokojnega, v najpopolnejšem skladu z najstarejšimi krščanskimi napisi.” 

### God
Cerkev se Lina spominja 23. septembra.

### Ocena
Glede tega, da je umrl kot mučenec, se ne strinjajo vsi zgodovinarji, ker v tem času naj ne bi bilo preganjanja Cerkve. 
Število posvečenih duhovnikov je bilo dodano pozneje. 